# Adolf Kainz
Adolf Kainz (Linz, Alta Áustria, 5 de junho de 1903 – ?, 12 de julho de 1948) foi um velocista austríaco na modalidade de canoagem.
Foi vencedor da medalha de Ouro em K-2 1000 m em Berlim 1936 junto com o seu colega de equipe Alfons Dorfner.